# 藤沢真行
藤沢 真行（ふじさわ なおゆき）は、日本の漫画家。旧名：NAO。

## 作品リスト

### 漫画
- よろず屋調査隊
- 仕事の要
- 仮面ライダーSD 4コマ昭和&平成編
- 魔弾戦記リュウケンドー（月刊マガジンZ連載）
- さらば電王 ファイナルカウントダウン（テレまんがヒーローズ連載）
- 仮面ライダーキバ 魔界城の王（テレまんがヒーローズ連載）
- 仮面ライダーディケイド（テレまんがヒーローズ連載）
- 超・仮面ライダー電王&ディケイド NEOジェネレーションズ 鬼ヶ島の戦艦（テレまんがヒーローズ連載）
- 仮面ライダーディケイド オールライダー対大ショッカー（テレまんがヒーローズ連載）
- モモタロス爆笑劇場リターンズ!!（テレまんがヒーローズ連載）
- ブラッドソウル（週2コミック! ゲッキン連載（YOMBANでも再配信））
- 戦場のヴァルキュリア3 名もなき誓いの花（電撃マオウ連載）
- 異世界を制御魔法で切り開け!（原作：佐竹アキノリ）（アルファポリス連載）全4巻。
- 覇界王 〜ガオガイガー対ベターマン〜 the COMIC（矢立文庫連載）
- 最強王図鑑　The Ultimate Tournament　ゆるふわ最強島（学研ムック『最強王図鑑　The Ultimate Tournament　究極マガジンVol.1』描き下ろし）

### イラスト
- テレビマガジン2016年2月号付録「テレマガヒーロー 大金持ちゲーム」イラスト[1]

### ゲーム
- スーパーロボット大戦30（2021年10月28日）『覇界王〜ガオガイガー対ベターマン〜』キャラクターグラフィック協力